# 卡尔尼口岸
卡尔尼口岸（阿拉伯语：معبر كارني or معبر المنطار）是位於加沙—以色列隔离墙的一个貨櫃碼頭，卡尔尼口岸地處加沙地带东北端，于1994年至2011年间對外開放，在此期間加沙地带可以通過該口岸进出口货物。 
2011年3月，以色列方面決定永久关闭卡尔尼口岸。2022年，该口岸殘留的建筑物被以色列军方拆除。
该口岸以以色列人约瑟夫·卡尔尼 (Joseph Karni) 的名字命名，1967年以色列占领加沙地带后不久，他就在卡尔尼口岸所在地的附近建立了一个仓库。